# Socionext

Socionext (日语：株式会社ソシオネクスト，東證1部：6526) 是日本的一家单片系统設計開發及銷售企業，總部位於神奈川縣橫濱市港北區。在2022年10月上市之前，該公司是富士通的關聯企業。2024年4月1日，該公司被列入日經平均指數成份股。

## 外部連結
- 官方网站 （日語）
- 官方网站 （英文）